# 日清火災海上保険
日清火災海上保険株式会社（にっしんかさいかいじょうほけんかぶしきがいしゃ、1905年 - ）は、かつて日本に存在した日本初の再保険会社。大倉財閥に属しており、略称は日清火災。

## 沿革
前史
1905年（明治38年）、合名会社大倉組に保険部が新設され、イギリスの保険会社コマーシャル・ユニオン、ノーウィッチ・ユニオンの日本総代理店となった。
当時の日本には再保険を扱う保険会社がまだなく、1908年（明治41年）には、『保険銀行時報』などの保険業界雑誌が再保険社の設立を促していた。他方、国外再保険会社は船舶の築年によっては再保険を引き受けないなどという誤報が新聞などで拡散したこともあり、国内再保険会社の設立が検討されはじめた。
1911年（明治44年） 1月、八木千之助、原田十次郎、辰馬吉左衛門、岡崎藤吉（岡崎財閥）、吉田長敬、岸本五兵衛らが、大倉組保険部を独立させる形で、火災海上の再保険専門会社として日清火災海上保険を発起した。初代社長は岸本五兵衛であった。

## 略歴
- 1911年（明治44年） - 10月23日、大阪市で創立。30日の総会で岸本が社長に就任。12月開業[3]。資本金100万円。大阪市北区中之島[注釈 1]。
- 1916年（大正5年） - 大日本火災保険協会に加盟。
- 1917年（大正6年） - 運送保険の営業を開始。
- 1922年（大正11年） - 豊国火災海上保険（旧小樽貨物火災保険、1897年創立）が9月、日清火災海上と火災再保険取引特約を締結。[5]。『再保険論』を発表[6]。
- 1925年（大正14年） - 1917年のイギリスの金本位制の一時停止に加え、関東大震災で打撃を受け、新契約の引受を中止して休止[5]。高橋是清農商務大臣と金光庸夫がのちの統制法の母体となった輸出組合法（大正14年3月30日法律第27号）及び重要輸出品工業組合法（大正14年3月30日法律第28号）を提案し可決[7]。八千代生命保険の議員松平直平、横浜正金銀行の議員の東郷安らが、関東州からの輸入関税や鉄板の輸入関税を撤廃し海運産業を支援[8]。
- 1927年（昭和2年） - 11月18日、大倉喜八郎が大倉火災海上保険を設立し、休止中の日清火災を吸収合併。東京海上保険が株式13%を取得[9]。本店が東京市京橋区銀座に移転。林幾太郎が社長、川久保儀一郎、大倉直介が常務に就任[10]。

大倉火災海上保険以後
- 1944年（昭和19年） - 大倉火災海上保険が、富国火災海上保険（旧小樽貨物火災保険、1897年創立）を吸収合併。
- 1945年（昭和20年） - 大倉火災海上保険と 千代田火災保険（1913年創立。門野幾之進）が合併し、大倉千代田火災海上保険となる。
- 1946年（昭和21年） - 大倉千代田火災海上保険が、千代田火災海上保険に改称。
- 2001年（平成13年） - 千代田火災海上保険と大東京火災海上保険（旧東京動産火災保険、1918年創立。野村財閥系列）が合併し、あいおい損害保険に改称。
- 2010年（平成22年） - あいおい損害保険とニッセイ同和損害保険が4月1日、株式交換で三井住友海上グループホールディングスの完全子会社となり、同時に、三井住友海上グループホールディングスがMS&ADインシュアランスグループホールディングスに商号変更[11]。
- 2010年10月1日 - あいおい損害保険が、ニッセイ同和損害保険株式会社と合併し、あいおいニッセイ同和損害保険株式会社に商号変更。